# Thiago Lacerda
Thiago Ribeiro Lacerda (Rio de Janeiro, 19 gennaio 1978) è un attore, doppiatore ed ex nuotatore brasiliano di origini portoghesi, noto per la partecipazione a numerose telenovelas e altre serie televisive.

## Biografia
Nato nel 1978 a Rio de Janeiro, da una famiglia di lontana origine portoghese, durante l'adolescenza si è dedicato esclusivamente al nuoto, vincendo circa 150 medaglie. Per mantenersi agli studi universitari ha accettato di lavorare in un'agenzia di modelli, ed in seguito ha deciso di frequentare la scuola di recitazione, al termine della quale ha iniziato a lavorare presso la “Oficina de Atores” partecipando quindi a varie telenovelas tra il 1997 e il 1998. Gli attori che lo hanno ispirato sono Robert De Niro, Al Pacino e Marcello Mastroianni.
Il 1999 è l'anno dell'inizio delle riprese di Terra nostra di cui Thiago è stato il protagonista maschile, ruolo che gli permetterà di raggiungere il successo. Nel 2000 è stato tra i protagonisti di un'altra telenovela, Vento di passione .
Nel 2003 è stato scritturato per il ruolo di Giuseppe Garibaldi nella telenovela Garibaldi, l'eroe dei due mondi.
Nel 2005 ha recitato in América, nel 2006 in Pagine di vita, nel 2007 in Eterna Magia e nel 2012 in A vida da gente.

## Vita privata
È un grande appassionato di calcio e la sua squadra del cuore è il Flamengo.
Lacerda è sposato dal 2001 con l'attrice Vanessa Lóes. La coppia ha tre figli (un maschio e due femmine): Gael Lóes Lacerda, Cora Lóes Lacerda e Pilar Lóes Lacerda.

## Filmografia parziale

### Cinema
- A Paixão de Jacobina, regia di Fábio Barreto (2002)
- Irmãos de Fé, regia di Moacyr Góes (2004)

### Televisione
- Malhação – serial TV, 9 episodi (1997)
- Pecado Capital – serie TV (1998)
- Hilda Furacão – serial TV, 32 episodi (1998)
- Vento di passione (Aquarela do Brasil) – serial TV, 4 episodi (2000)
- Terra nostra – serial TV, 221 episodi (1999-2000)
- As Filhas da Mãe – serie TV (2001)
- Celebridade – serial TV, 11 episodi (2003)
- O Beijo do Vampiro – serial TV, 215 episodi (2002-2003)
- Garibaldi, l'eroe dei due mondi (A casa das sete mulheres) – serial TV, 53 episodi (2003)
- Sob Nova Direção – serie TV, episodio 1x13 (2004)
- Quem Vai Ficar com Mário?, regia di Jorge Fernando – film TV (2004)
- América – serial TV, 129 episodi (2005)
- Pagine di vita (Páginas da vida) (2006)
- Eterna Magia (2007)
- A vida da gente (2012)
- Alto Astral (2014)
- Joia Rara (2014)
- A Lei do Amor (2016)